# Hombres Lineales
Los Hombres Lineales son personajes ficticios, un equipo de superhéroes ficticios en el universo de DC Comics. Aparecieron por primera vez en Adventures of Superman # 476 (marzo de 1991).

## Historia ficticia
Los Hombres Lineales son un equipo de hombres y mujeres que controlan el tiempo y trabajan para resolver las paradojas del tiempo. El equipo principal está formado por Matthew Ryder (el líder y fundador), una versión futura alternativa de Ryder conocida como Waverider, Travis O'Connell, Liri Lee, Rayak el Devastador y Rip Hunter, aunque otros miembros de Hombres Lineales han visto de vez en cuando. Un Matthew alternativo, uno que alguna vez fue empleado de Lex Luthor, se convirtió en parte del equipo.
Operan en una base que existe durante el último momento posible en el universo, el último nanosegundo antes de que la entropía acabe con todo, llamado Punto de fuga.
Su nombre se toma de la premisa de que después de la Crisis en Tierras Infinitas, el tiempo es estrictamente lineal y las paradojas pueden desentrañar la única línea de tiempo restante. Gracias a Rip Hunter, permanecen felizmente ignorantes de Hipertiempo.  
Antes de la Crisis; O'Connell muere cuando detona la luna en el año 2995 d. C. Esto es exactamente lo que se suponía que iba a suceder y el sacrificio de O'Connell mantiene la línea de tiempo en el camino correcto.
Durante el ataque de Gog a Superman, matándolo en su presente y luego viajando de regreso al día anterior para hacerlo nuevamente, los Hombres Lineales se sorprendieron por la falta de anomalías en su equipo; Superman estaba siendo asesinado constantemente y, sin embargo, sus registros aún mostraban que estaba vivo en el siglo 853 sin errores. Rip Hunter explicó esta anomalía a los héroes clave de DC cuando reveló la existencia de Hipertiempo, una masa de líneas de tiempo alternativas, que había mantenido en secreto de los Hombres Lineales debido a su incapacidad para aceptar su existencia, y posteriormente huyó de sus antiguos colegas después de llevar a Superman, Batman y Wonder Woman del año 2020, junto con los hijos de varios otros héroes, en el tiempo hasta 1999 para ayudar a la 'Trinity' más joven a detener a Gog.
Los Hombres Lineales ayudan a Superman a luchar contra la amenaza de Dominus. Aparecen en gran medida en el título del cómic Chronos, que contó con Walker Gabriel. Gabriel está acusado del asesinato de un agente de Hombres Lineales. Otro agente lineal persigue al protagonista a lo largo del tiempo, incluida la ciudad de Smallville durante sus primeros días del 'Salvaje Oeste'. A este agente también se le opone un pequeño grupo de animadores que viajan en el tiempo. Esta serie también señaló un hecho bastante importante para los Linear Men: no están al tanto de la Crisis en Tierras Infinitas, mientras que este pequeño grupo sí sabe sobre el antiguo multiverso, como lo señaló el villano Konstantin Vyronis.
Rip Hunter finalmente bloquea a los Hombres Lineales por razones desconocidas. En la serie limitada Time Masters: Vanishing Point, se revela que Rip y los Linear Men nunca estuvieron de acuerdo sobre cómo manejar el tiempo y que Rip, cansado de la interferencia de los Hombres Lineales, los encerró en una celda en Vanishing Point. Más tarde, Matthew Ryder y Liri Lee son liberados de su encarcelamiento por los ladrones de tiempo: Escarabajo Negro, Despero, Per Degaton, Ultra-Humanidad. Escarabajo Negro tiene la intención de usar Hombres Lineales para darle vida a Waverider. Pero Supernova previene a Escarabajo Negro de la distopía y envía a los Ladrones del Tiempo al presente. Sin embargo, Escarabajo Negro puede escapar y los Hombres Lineales van con él. Luego se teletransportan a través del tiempo para buscar el cadáver de Waverider en el desierto desolado de la Tierra del futuro. Después de que Escarabajo Negro encuentra el cadáver de Waverider, los traiciona y revela su plan de usar el poder de Waverider para volverse invulnerable. Escarabajo Negro intenta fusionarse con el poder del cadáver de Waverider, pero es frustrado por Supernova. En cambio, Liri se fusiona con el cadáver de Waverider para convertirse en Mujer Lineal, después de lo cual Escarabajo Negro escapa. Rip y el resto de los Maestros del Tiempo llegan, pero la Mujer Lineal se niega a aceptar las reglas de viaje en el tiempo de Rip y se teletransporta a sí misma y a Matthew a través de la corriente temporal.

## En otros medios
La serie Arrowverso llamada DC's Legends of Tomorrow se basa en Hombres Lineales.
Miembros: Sara Lance/White Canary, Waverider/Gideon,
Átomo (Ray Palmer), Mick Rory, Nate Heywood, Zari Tomaz, Wally West, John Constantine, Hombre Halcón, Chica Halcón, Rip Hunter, Jefferson Jackson, Martin Stein, Leonard Snart y Amaya Jiwe.
En la primera temporada: el Maestro del Tiempo Rip Hunter se vuelve pícaro después de que Vándalo Salvaje asesina a la familia de Hunter. Con la intención de detener a Salvaje, Hunter recluta a un equipo formado por Ray Palmer, Sara Lance, Martin Stein, Jefferson Jackson, Kendra Saunders, Carter Hall, Leonard Snart y Mick Rory. Descubren que los Maestros del Tiempo están respaldando a Salvaje en su dominio del mundo en 2166 para facilitar una repulsión exitosa de una invasión de Thanagaria. Debido al sacrificio de Snart, los Maestros del Tiempo son destruidos.
En la segunda temporada, con los Maestros del Tiempo derrotados, el equipo guarda la línea de tiempo ellos mismos y hace frente a la ausencia de Rip después de su desaparición. Sin embargo, están plagados de Legión del Mal, un equipo que viaja en el tiempo dirigido por Reverse Flash (Eobard Thawne), que ha reclutado versiones de Damien Darhk, Malcolm Merlyn y Leonard Snart para encontrar la Lanza bíblica del destino, con la que han puede alterar sus destinos. Al equipo se unen Amaya Jiwe, un superhéroe africano de la Sociedad de la Justicia de América y Nate Heywood, un historiador moderno que adquiere el poder de convertirse en metal sólido y volver a la piel normal.
En la tercera temporada, el equipo descubre que crearon anacronismos a lo largo del tiempo, y Rip ha formado la Oficina del Tiempo para ayudar a solucionarlos. Rip le cuenta al equipo del demonio Mallus, cuyo seguidor Nora Darhk ha resucitado a su padre Damien y a la nieta de Amaya, Kuasa, también reclutando a Gorilla Grodd para que puedan liberar a Mallus de su prisión pervirtiendo la historia. El equipo pierde a ambos miembros de Firestorm, pero se le une Zari Tomaz, un hacktivista de 2042 cuyo amuleto de control de aire está conectado al tótem de Amaya, y Wally West, un velocista que anteriormente estaba bajo la tutela de Flash.